# Diversidad sexual en Perú
La diversidad sexual en Perú actualmente se enfrenta a ciertas limitaciones legales y desafíos no experimentados por otros residentes.
Las relaciones homosexuales no son objeto de ningún tipo de sanción ni civil ni penal desde 1924. Al igual que las relaciones heterosexuales, son legales entre personas mayores de 14 años con su consentimiento.
Sin embargo, hasta 2005 subsistió una excepción para los miembros de la policía y de las fuerzas armadas, que podían ser castigados con penas de 60 días a 20 años de prisión o ser relevados del servicio.
Hasta finales del siglo XX la diversidad sexual era considerado un tema tabú en la sociedad peruana, descrita como conservadora desde los tiempos del Virreinato. 
Las uniones entre personas del mismo sexo, a pesar de los numerosos intentos para su legalización, no son reconocidas oficialmente. En los sondeos realizados, la mayoría de los peruanos encuestadas expresa rechazo a la implementación de la unión civil o del matrimonio igualitario. 
Según una encuesta realizada por el gobierno peruano en 2017, se estima que el 8% de la población peruana es parte de la comunidad LGBTI.
Desde enero de 2017, está en vigencia el Decreto Legislativo 1323 que incluye como categorías protegidas contra la discriminación la orientación sexual y la identidad de género, además de incorporarlas como agravantes en delitos contra personas LGBTI.

## Historia

### Época precolombina

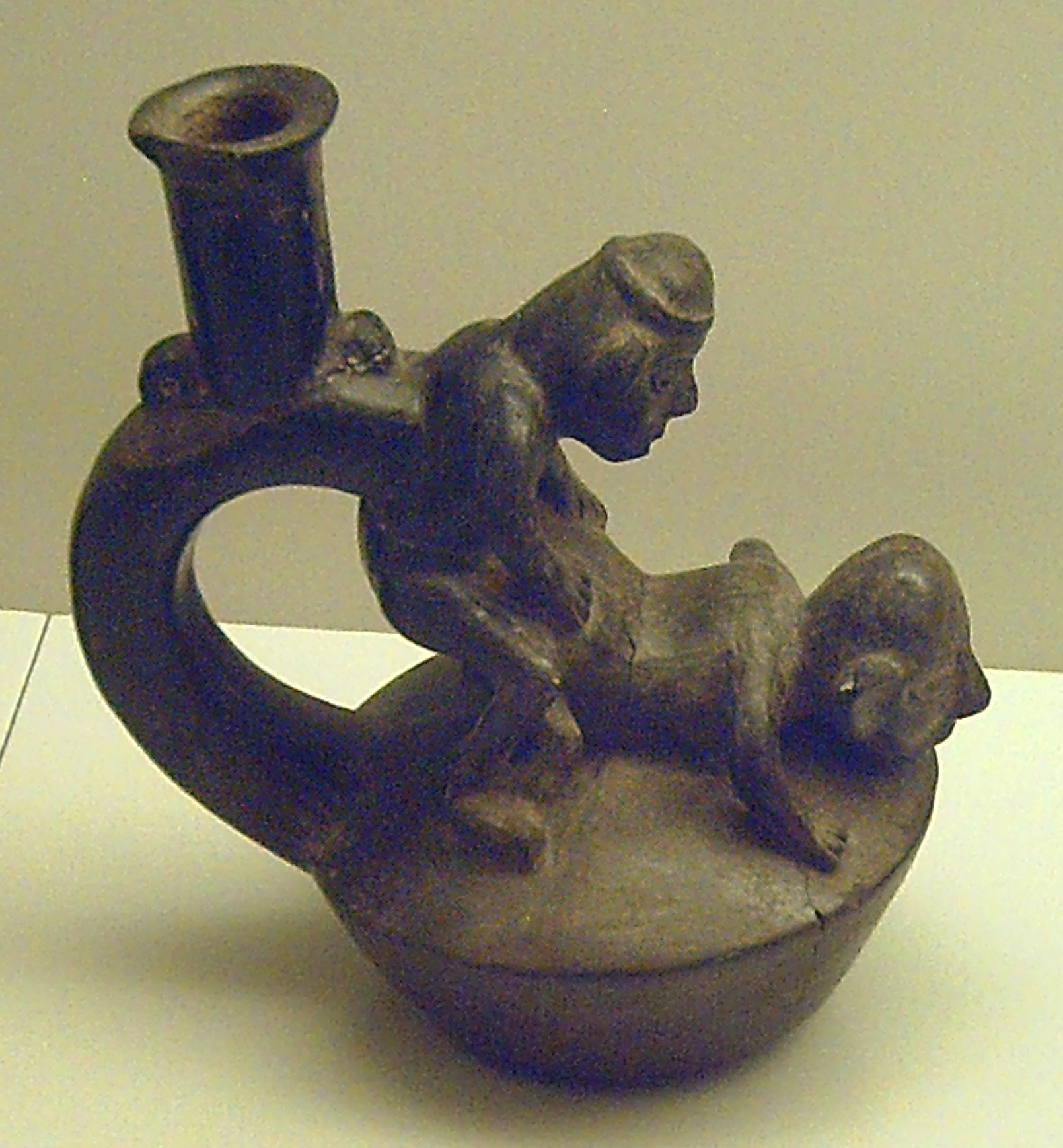
Huaco chimú (1000-1400) representando una pareja homosexual en una escena de coito anal.

En la época precolombina existían diferentes grupos étnicos en el Antiguo Perú. Los estudios de género realizados para este período son escasos, y se conoce muy poco de las prácticas homosexuales precolombinas.

#### Los mochicas
En la cultura mochica, desarrollada en el norte del Perú entre los 300 a. C. y los 700 d. C., la homosexualidad habría sido percibida con normalidad, según lo atestigua su cerámica. Es importante destacar que un 40% de los ceramios (denominados localmente «huacos») representan relaciones homosexuales. Posteriormente, con la llegada de los conquistadores españoles, muchos de estos «huacos» fueron destruidos por ser considerados inmorales, práctica que continuó hasta el siglo XX, esta vez por parte de investigadores y arqueólogos, en un intento de censura y de mantener una visión idealizada del antiguo peruano.[cita requerida]

#### El imperio inca
De acuerdo con el cronista Pedro Cieza de León, a diferencia del resto del Imperio incaico, la práctica de la homosexualidad era tolerada en el norte (Chinchaysuyo) e incluso considerada un acto de culto, existiendo un prostíbulo masculino que atendía a las necesidades de la tropa. A estos servidores sexuales se les conocía como pampayruna.

Cada templo o adoratorio principal tiene un hombre, dos o más según el ídolo, los cuales andan vestidos como mujeres, y con estos casi por vía de santidad y religión tienen su ayuntamiento carnal los señores y principales.
Crónica del Perú

Asimismo, los incas tenían una consideración particular con las lesbianas a quienes denominaban holjoshta. El inca Capac Yupanqui tenía una admiración muy especial hacia estas mujeres.
Sin embargo, en el centro y sur del imperio los incas castigaban severamente la homosexualidad. El cronista Martín de Murúa comentó en su Historia general del Perú, que el inca Lloque Yupanqui castigaba «con grandísima severidad los pecados públicos –hurtar, matar– y sodomía, por los cuales acotaba, desorejaba, desnarigaba y ahorcaba, y a los nobles y principales cortaba el cuello o rasgaba la camiseta».
El Inca Garcilaso de la Vega relata en sus Comentarios reales de los incas que la homosexualidad en el Imperio incaico estaba prohibida y que los «sodomitas» eran perseguidos y quemados vivos.

Habían hallado que había algunos sodomitas, no en todos los valles, sino en cual y cual, ni en todos los vecinos en común, sino en algunos particulares que en secreto usaban aquel mal vicio... El inca holgó con la relación de la conquista... Y en particular mandó que con gran diligencia se hiciese pesquisa de los sodomitas y en pública plaza quemasen vivos los que hallasen no solamente culpados sino iniciados, por poco que fuese... asimismo quemasen sus casas y las derribasen por tierra y quemasen los árboles de sus heredades, arrancándolos de raíz... y pregonasen por ley inolvidable que de allí en adelante se guardasen de caer en semejante delito, so pena que por el pecado de uno sería asolado todo su pueblo y quemados todos sus moradores en general.
Comentarios reales de los incas

Por su parte, Cieza de León comentó en su Crónica del Perú que los incas castigaban a quienes practicaran la homosexualidad: «aborrecían a los que lo usaban, teniéndolos en poco como a viles apocados y que si por ellos era sabido de alguno que tal pecado hubiese cometido lo castigaban con tal pena que fuese señalado y conocido entre todos».

#### Los aymaras
En el caso de los aymaras, que residen al suroeste de la sierra peruana, existen diferentes opiniones. Según las supersticiones de determinados grupos subétnicos, se dicen también que son un augurio de mala suerte. Aunque algunas comunidades tienen cierto grado de aceptación, respeto y comprensión a estas personas por su orientación sexual. En otras los homosexuales eran considerados frecuentemente como seres especiales, mágicos, dotados de poderes sobrenaturales, reconocidos por sus poderes para ser chamanes.

### Época virreinal
Con la llegada de los conquistadores hispanos y la creación del Virreinato del Perú, se introdujo el cristianismo, en este caso la religión católica, y con ella la Inquisición, que en aquel momento ya estaba implantada en Europa. No obstante, también hubo algunos españoles, criollos y mestizos homosexuales que ante las leyes represoras de la época practicaban sus relaciones sexuales clandestinamente, al igual que en los demás territorios europeos de ultramar en América. Esta subcultura homosexual se manifestaba en gran medida en la capital del Virreinato, la Ciudad de los Reyes. Un personaje limeño muy querido de finales de la época virreinal y de inicios de la República fue Juan José Cabezudo, un afamado cocinero afroperuano apodado «el maricón» o «comesuelas». Fue retratado en dos acuarelas por Pancho Fierro y también en un daguerrotipo por la casa Courret.

### Época republicana
En 1863 se publicó el Código Penal que tipificó la sodomía como delito en su artículo 272. Seis décadas después, en 1924, se aprobó un nuevo Código Penal, durante el Oncenio de Leguía, donde no se expresaba explícitamente ningún delito relacionado con la homosexualidad. Sin embargo, las autoridades continuaron reprimiendo las disidencias sexuales mediante redadas policiales, como las detenciones en 1959 de un grupo de personas tras un baile de invertidos en el distrito de Barranco, conocido como escándalo de La Laguna, o la redada del bar La Ferretería en Breña ocurrida en 1987. Todas estas acciones estuvieron amparadas en interpretaciones de disposiciones de los códigos penales referidos a escándalos públicos y desorden de la moral.

## Legislación y derechos de la diversidad sexual y de género
Las personas lesbianas, gays, bisexuales, transgénero, intersexuales y queers (LGBTIQ+) en el Perú enfrentan desafíos no experimentados por personas no LGBTI. La actividad sexual homosexual, tanto femenina como masculina, es legal. Sin embargo, las parejas del mismo sexo y los hogares encabezados por parejas del mismo sexo no son elegibles para las mismas protecciones legales disponibles para las parejas heterosexuales. Adicionalmente, el artículo 333 inciso 9 del Código Civil vigente contempla la homosexualidad como causal de divorcio.
Detenciones arbitrarias en represalia a demostraciones públicas de afecto entre personas del mismo sexo pueden ser respaldadas bajo el artículo 183 del Código Penal sobre "Exhibiciones y publicaciones obscenas", el cual indica que "Será reprimido con pena privativa de libertad no menor de dos ni mayor de cuatro años el que, en lugar público, realiza exhibiciones, gestos, tocamientos u otra conducta de índole obscena". Las "conductas de índole obscena" al no ser fáciles de determinar, presenta un riesgo para el goce efectivo de los derechos de las personas LGBTI, que aunque no las criminaliza directamente, es en la práctica interpretada y aplicada para criminalizar a estas personas exacerbando el abuso policial, la extorsión, los malos tratos y los actos de violencia en su contra.
Por su parte, diversos municipios limeños practicaron una política de «erradicación de la homosexualidad», que es equiparada a la prostitución callejera, mostrando estadísticas de estas políticas en los reportes de seguridad ciudadana de los distritos de Ate, Barranco, Cieneguilla, Independencia, La Victoria, Lima, San Juan de Lurigancho, San Luis, San Martín de Porres, San Miguel y Santiago de Surco.

### Legislación sobre la actividad sexual homosexual
En el Perú, la actividad sexual consensual entre personas del mismo sexo es legal desde la promulgación del Código Penal de 1924. El primer Código Penal del Perú republicano, aprobado en 1863, preveía entre las nuevas conductas delictivas la sodomía. De acuerdo con el artículo 272, el responsable será reprimido con las mismas penas que se imponen a los autores de los delitos referentes a la violación y al estupro.
La edad de consentimiento sexual es de 14 años, independiente de la orientación sexual, según el artículo 173 del Código Penal de 1991. En 2013, el Tribunal Constitucional del Perú declaró inconstitucional la norma que establecía como violación toda relación sexual entre personas de 14 a 18 años.

### Legislación contra la discriminación
Desde enero de 2017, el Decreto Legislativo 1323 prohíbe la discriminación y la incitación a la discriminación basada en la orientación sexual y la identidad de género. La Ley 28.237 del Código Procesal Constitucional, promulgada en mayo de 2004, establece expresamente en su artículo 37 que el proceso de amparo, garantía reconocida en la Constitución para proteger a las personas de la vulneración o amenaza de los derechos reconocidos en la constitución, puede ser utilizado en el caso de discriminación por orientación sexual.

#### Ordenanzas
Existen cerca de 70 ordenanzas regionales y locales que prohíben la discriminación hacia las personas LGBTI. Del total de ordenanzas, 13 hacen referencia a la orientación sexual y la identidad de género como motivos prohibidos de discriminación y 56 solo mencionan la orientación sexual.
| Ordenanzas que incluyen la orientación sexual y la identidad de género como motivos prohibidos de discriminación |
| --- |
| - Gobierno Regional de: Ayacucho (Ordenanza N.º 010-2009), Loreto (Ordenanza N.º 004-2010), San Martín (Ordenanza N.º 027-2010), Ucayali (Ordenanza N.º 016-2010), Tacna (Ordenanza N.º 016-2010), Moquegua (Ordenanza N.º 12-2012), La Libertad (Ordenanza N.º 006-2014). - Municipalidad Provincial de: San Martín (Ordenanza N.º 012-2010). - Municipalidad Distrital de: Pueblo Libre (Ordenanza N.º 391 de 2010), Alto Selva Alegre (Ordenanza N.º 308 de 2011), Castilla (Ordenanza N.º 011-2012), Palca (Ordenanza N.º 04-2013), Miraflores (Lima) (Ordenanza N.º 437 de 2015). |

| Ordenanzas que incluyen la orientación sexual como motivo prohibido de discriminación |
| --- |
| - Gobierno Regional de: Amazonas, Apurímac, Huancavelica, Huánuco, Ica, Junín, Madre de Dios. - Municipalidad Provincial de: Abancay, Cajamarca, Callao, Cañete, Chanchamayo, Concepción, Cutervo, Huamanga, Huancayo, Jorge Basadre, Lamas, Lambayeque, Picota, Piura, Santa, Sullana, Tarma. - Municipalidad Distrital de: Acobamba, Ancón, Belén, Calana, Catacaos, Chaclacayo, Characato, Íllimo, Jacobo Hunter, Jayanca, Jesús María, Jesús Nazareno, Lince, Majes, Matahuasi, Miraflores (Arequipa), Morropón, Nueva Cajamarca, Nueva Requena, Pachacámac, Picsi, San Antonio, San Isidro (Lima), San Juan Bautista (Ayacucho), San Juan Bautista (Loreto), San Juan de Lurigancho (Lima), San Miguel (Lima), Saña, Santa Anita, Santa María del Mar, Santiago de Surco (Lima), Villa El Salvador (Lima). |

#### Decreto Legislativo 1323
El Decreto Legislativo N.º 1323, promulgado por el presidente peruano Pedro Pablo Kuczynski en enero de 2017, sanciona por primera vez en Perú la discriminación, la incitación a la discriminación y los delitos de odio motivados por la orientación sexual y la identidad de género. La norma, que modifica el artículo 323 sobre "Discriminación e incitación a la discriminación" y el artículo 46 sobre "Circunstancias de atenuación y agravación" del Código Penal, fue aprobado por el Poder Ejecutivo en el marco de las facultades otorgadas por el Congreso Nacional. Sin embargo, el 5 de mayo de 2017 el pleno del Congreso Nacional, por 66 votos a favor, 29 en contra y 0 abstenciones, decidió la derogación de artículo 1 del Decreto Legislativo 1323, eliminando como categorías protegidas la orientación sexual y la identidad de género. El Poder Ejecutivo no aceptó la derogatoria, así que la norma regresó al Congreso. En mayo de 2018, en un dictamen emitido por la Comisión de Constitución se solicitó al presidente del Congreso debatir la insistencia de derogatoria para la eliminar la protección explícita que protege a las personas LGBTI, sin embargo esta votación nunca se dio, por tanto la norma se encuentra vigente.

### Reconocimiento de uniones del mismo sexo
No existe ningún tipo de reconocimiento hacia las parejas formadas por personas del mismo sexo. Para reconocer uniones afectivas heterosexuales en el país existen dos figuras legales, el matrimonio y el concubinato, conocida como unión de hecho. Diversos proyectos de ley han propuesto una nueva figura legal llamada unión civil, ya que la Constitución Política no define la unión de hecho entre personas del mismo sexo.

#### Propuestas legislativas
La primera propuesta legal que planteaba el reconocimiento a la unión homosexual presentado en el Perú data de 1993 y fue presentado por el excongresista Julio Castro cuando era miembro del Congreso Constituyente Democrático. "Se estaba debatiendo la elaboración de la nueva Constitución y la Comisión de Salud, Población y Familia a la que yo pertenecía presentó el proyecto en el que se proponía el reconocimiento de las parejas homosexuales, siempre y cuando no tuvieran inconvenientes legales", indicó Castro en 2003. La propuesta fue rechazada.
En 2003, la congresista Martha Moyano presentó, sin éxito, un proyecto de ley para establecer en Perú la unión civil entre dos personas del mismo sexo que hayan convivido en relación estable por un período mínimo de un año.
En 2010, se presentaron dos proyectos de ley para reconocer derechos a parejas homosexuales. El "Proyecto de Ley de Patrimonio Compartido", presentado por el congresista Carlos Bruce, y el "Proyecto de Ley que Establece las Uniones Civiles entre Personas del Mismo Sexo", que fue presentado por el congresista José Augusto Vargas. Ambos proyectos fueron archivados al finalizar el periodo legislativo. En 2012, Bruce decidió replantear y presentar de nuevo su proyecto de ley de "Patrimonio Compartido" para poder ser discutido en un nuevo periodo legislativo.
En septiembre de 2013, el congresista Carlos Bruce presentó un nuevo proyecto denominado "Proyecto de Ley de Unión Civil No Matrimonial", el cual crea un nuevo estado civil brindando la posibilidad que parejas del mismo sexo reciban el mismo tratamiento y posean los mismos derechos que posee un pariente de primer grado respecto de su familiar. En marzo de 2015, la Comisión de Justicia y Derechos Humanos del Congreso rechazó el proyecto de ley con siete votos en contra, cuatro a favor y dos abstenciones. En abril de 2015, la Comisión rechazó el pedido de reconsideración sobre el proyecto quedando definitivamente archivado.
En octubre de 2013, a raíz del proyecto de Unión Civil No Matrimonial y en oposición al mismo, el congresista Julio Rosas Huaranga presentó el proyecto "Ley de Atención Mutua", que tiene como objeto establecer un régimen jurídico para aquellas personas que quieran unirse para el reconocimiento de derechos patrimoniales, sean de carácter pensionario o hereditario, luego de dos años de su inscripción registral. Dicho acuerdo no alterara el estado civil de los participantes y no los reconoce como familia.
En marzo de 2014, un nuevo proyecto de ley sobre patrimonio fue presentado por la congresista Martha Chávez, denominado "Ley que propone el Régimen de Sociedad Solidaria". De acuerdo con la propuesta legislativa, la Sociedad Solidaria es "el acuerdo voluntario entre dos personas mayores de edad que hacen vida común con el objeto de asistirse, apoyarse y que origina derechos patrimoniales". La iniciativa no altera el estado civil ni la relación de parentesco entre sus firmantes. En junio de 2015, el proyecto fue aprobado por la Comisión de Justicia y Derechos Humanos, por 4 votos a favor y 1 en contra.
En noviembre de 2016, los parlamentarios Carlos Bruce y Alberto de Belaunde, ambos de la bancada de Peruanos por el Kambio, presentaron ante el Congreso de la República un nuevo proyecto de ley que establece la Unión Civil, reconociendo a los contrayentes como familia.
En febrero de 2017, las congresistas Indira Huilca Flores y Marisa Glave, de la coalición Frente Amplio por Justicia, Vida y Libertad, presentaron un proyecto de ley que busca reconocer el matrimonio igualitario. La iniciativa legislativa propone la modificación del artículo 234 del Código Civil, para definir la noción de matrimonio como "la unión voluntariamente concertada por dos personas legalmente aptas para ella". Asimismo, propone que "ambos cónyuges tienen en el hogar derechos, deberes y responsabilidades iguales". El proyecto de ley también establece el reconocimiento de los matrimonios igualitarios celebrados en el extranjero.

#### Caso Ugarteche
En 2011 el economista y activista Óscar Ugarteche intentó, a través del consulado peruano en México, inscribir su matrimonio con el mexicano Fidel Aroche Reyes, unión celebrada en Ciudad de México en 2010 tras la aprobación del matrimonio igualitario en dicha entidad federativa, pero el Registro Nacional de Identificación y Estado Civil (RENIEC) se lo denegó argumentando que el artículo 234 del Código Civil establece que el matrimonio «es la unión voluntariamente concertada por un varón y una mujer legalmente aptos para ella», con lo cual Ugarteche decidió demandar a dicho organismo en 2012. El caso fue llevado por la Cuarta Sala Civil de la Corte Superior de Lima, que emitió un dictamen favorable al demandante, pero el RENIEC apeló y el proceso fue derivado al Séptimo Juzgado Constitucional de Lima, que volvió a fallar a favor del matrimonio Ugarteche-Aroche y ordenó al RENIEC el reconocimiento de dicha unión, pero el organismo apeló y el proceso fue remitido nuevamente a la Cuarta Sala Civil de la Corte Superior de Lima que en 2018 anuló la sentencia en primera instancia por un tema de forma (la demanda fue presentada fuera de plazo administrativo).
En 2018, Ugarteche decidió entonces demandar al Estado peruano ante el Tribunal Constitucional (TC). El 3 de noviembre de 2020 el TC rechazó por mayoría (cuatro votos en contra y tres a favor) la demanda de amparo de Ugarteche Tras la negativa del TC, Ugarteche anunció que llevará su pretensión a la Corte Interamericana de Derechos Humanos.

### Adopción
La legislación vigente sobre adopción en el Perú, no impide explícitamente que personas homosexuales siendo solteras puedan adoptar, sin embargo, las parejas del mismo sexo no pueden postular al proceso de adopción en forma conjunta. La Ley para la protección de niñas, niños y adolescentes sin cuidados parentales o en riesgo de perderlos (Decreto Legislativo N.º 1297), aprobado por el Poder Ejecutivo en diciembre de 2016, establece en su artículo 124 que pueden solicitar la adopción de una niña, niño o adolescente los cónyuges, integrantes de una unión de hecho con declaración notarial vigente, y personas que deseen conformar una familia monoparental. El artículo 125 sobre "Requisitos para la adopción" establece que las familias o personas interesadas en adoptar deben tener entre veinticinco y sesenta y dos años de edad, acceder voluntariamente a la adopción en forma escrita (los cónyuges o integrantes de unión de hecho deben presentar la solicitud de adopción en forma conjunta), y contar con declaración de idoneidad.
El Decreto Legislativo N.º 1297 deroga la Ley N.º 26981 de Procedimiento Administrativo de Adopción de Menores de Edad Declarados Judicialmente en Abandono, que había estado vigente desde 1998, la cual ya permitía a personas solteras poder adoptar a un niño.

### Identidad y expresión de género
En noviembre de 2016, el Tribunal Constitucional del Perú determinó que la transexualidad no debe ser considerada una patología, y reconoció el derecho a la identidad de género indicando que "la realidad biológica no debe ser el único elemento determinante para la asignación del sexo, y que hay que tomar en cuenta las realidades sociales, culturales e interpersonales que la propia persona experimenta durante su existencia". Además, establece que las demandas de cambio de nombre y sexo en los documentos de identidad de las personas transgénero debe tramitarse ante la justicia, mediante proceso sumarísimo. La sentencia, aprobada por cuatro votos fueron a favor y tres en contra, deja sin efecto la doctrina jurisprudencial de la sentencia anterior de 2013, que señalaba que el sexo se define únicamente a nivel cromosómico y era, por lo tanto, inmutable e inmodificable; y que por ese motivo no era viable solicitar su modificación en los documentos de identidad.
Aún cuando el resultado judicial puede ser favorable para los demandantes, se ha reportado que el Registro Nacional de Identificación y Estado Civil (RENIEC) presenta apelaciones casi sistemáticas para impedir los cambios de marcador de género. En 2023, la entidad respondió que el Código Civil le permite presentar recursos impugnatorios para volver a evaluar los fundamentos de una decisión. “Uno de los fundamentos de apelación es cuando se considera que el cambio de nombre y/o sexo, ordenado por el juez de primera instancia, no obedece a motivos justificados, tal como lo exige el artículo 29 del Código Civil, o cuando se ha vulnerado el derecho a la motivación de las resoluciones judiciales”, añadieron.
En mayo del 2024 el Ministerio de Salud definió la transexualidad como una patología mental para "facilitar el acceso a tratamiento psicológico en instituciones de salud". Este suceso ha generado gran controversia a la comunidad LGBT en tal país y numerosos intentos de revocar el hecho.
Previamente en 1988, Fernando Ñaupari Buendía se convirtió oficialmente en Carmen Claudia Ñaupari Buendía, siendo la primera transexual reconocida por el estado peruano. La rectificación de la partida de nacimiento, en lo que concierne a nombres y sexo, fue posible mediante mandato judicial. Sin embargo en 2013, Ñaupari solicitó a las autoridades que le devuelvan legalmente el nombre y el sexo con los que nació, teniendo que iniciar un nuevo proceso judicial para recuperar su identidad.

#### Reforma Trans
La Reforma Trans se refiere a un proceso de transformación institucional y social que busca el reconocimiento pleno de la identidad de género de personas trans y no binarias, particularmente en el ámbito educativo, ante la ausencia en el Perú de una Ley de Identidad de Género que permita cambios administrativos en el DNI. 
Algunos ejemplos concretos en universidades peruanas: 
- Pontificia Universidad Católica del Perú (PUCP): Implementó el reconocimiento del nombre social en sistemas internos, carnés y otras plataformas.[87]
- Universidad Nacional de San Agustín (UNSA) – Arequipa: Aprobó procedimientos para el uso del nombre social y medidas inclusivas en 2021.[88]
- Universidad Peruana Cayetano Heredia (UPCH): En 2021, se convirtió en la primera universidad de ciencias de la salud y tercera a nivel nacional en aprobar la Reforma Trans, permitiendo modificaciones del nombre en sus registros internos.[89]
- Universidad Nacional Mayor de San Marcos (UNMSM): El colectivo Reforma Trans UNMSM, desde 2019, presentó una propuesta que incluye el reconocimiento del nombre social, acceso a baños, sensibilización y protocolo. Aunque se logró el cambio parcial del correo institucional, aún falta avanzar en los demás puntos.[90]

### Educación
El Código de los Niños y Adolescentes (Ley N.º 27337), en su artículo 15(h) sobre el derecho a la educación básica, establece que el Estado garantiza que la educación básica comprenda la orientación sexual.
El Currículo Nacional de Educación de 2016, modificado por Resolución Ministerial 159-2017 del Ministerio de Educación, incorpora la orientación sexual y la define como: "La atracción emocional, afectiva y sexual hacia otra persona. No es una elección voluntaria que una persona hace en un momento y luego la cambia. Es más bien, el resultado de la compleja interacción de muchas circunstancias a lo largo de la vida (aspectos biológicos, cognitivos y del entorno)".

### Donación de sangre
En marzo de 2018, se aprobó la Guía Técnica para la Selección del Donante de Sangre Humana y Hemocomponentes mediante la Resolución Ministerial N.º 241-2018 del Ministerio de Salud del Perú (Minsa), documento que elimina como un comportamiento de riesgo el hecho de que una persona pertenezca a la comunidad LGTBI, derogándose el Formato EG05–FR01. Anteriormente, la Resolución Ministerial 614-2004 del Minsa, que aprueba las Normas Técnicas del Sistema de Gestión de la Calidad del Programa Nacional de Hemoterapia y Bancos de Sangre (PRONAHEBAS), indicaba en su parte sobre "Requisitos de calificación del donante" que en la evaluación de riesgos "Los donantes serán interrogados y diferidos oportunamente si su comportamiento aparenta ser de alto riesgo de infección por VIH". Además, el protocolo del Formato de Selección del Postulante (EG05-FR01), consideraba dentro de los grupos de riesgo a homosexuales, bisexuales, promiscuos y prostitutas.
En julio de 2015, ante la denuncia pública de una mujer que no pudo donar sangre en una clínica por ser lesbiana, el Ministerio de Salud difundió un comunicado donde indica que la "orientación sexual no es impedimento para donación de sangre", además de comprometerse a revisar los formularios para donantes y modificar aspectos discriminatorios. En respuesta, la Clínica Anglo Americana de Miraflores emitió un comunicado indicando que la normativa vigente establece que todos los establecimientos de salud los postulantes llenen el Formato de Selección del Postulante (EG05-FR01), donde se les pregunta si pertenecen o han tenido contacto sexual con un grupo de riesgo.

### Deporte
La Política Nacional del Deporte, en su numeral 4.2.1 sobre "Igualdad e inclusión", establece: "El deporte constituye un derecho humano y, como tal, es inherente a la dignidad de los individuos e indispensable para el desarrollo y formación integral de las personas. Se debe garantizar el acceso a la práctica deportiva a todas las personas independientemente de sus diferencias socio económicas, étnicas, religiosas, de orientación sexual, condición de discapacidad o de cualquier otra índole".

## Situación actual

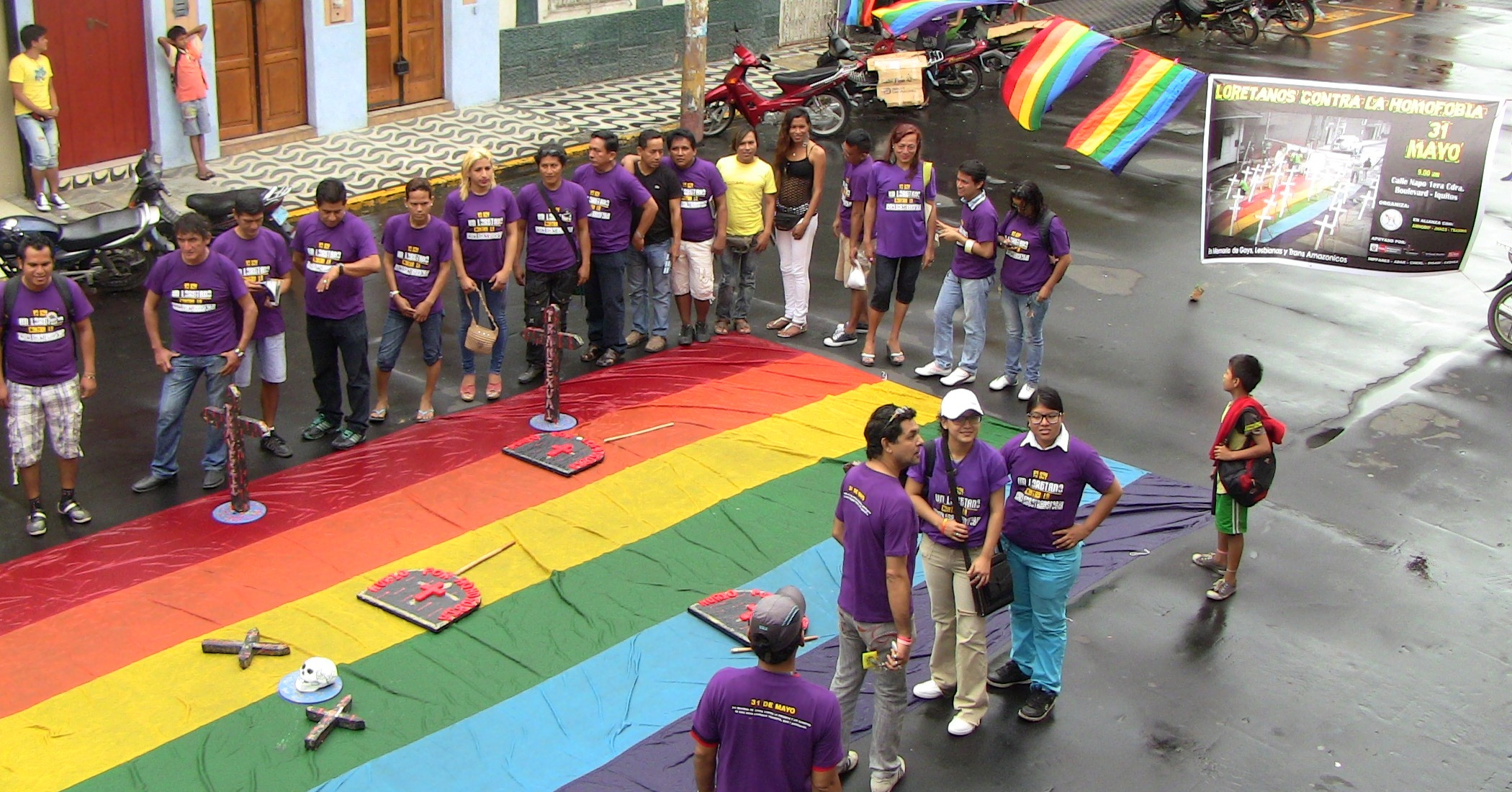
"Loretanos contra la homofobia" (Iquitos, 2013)

En la década de 1980 se fundó el Movimiento Homosexual de Lima (MHOL), asociación civil que contribuyó a la apertura en los medios de comunicación al respecto. A la fecha existen muchas organizaciones pero el movimiento se encuentra atomizado. MHOL denunció en 2009 que desde 2005 unos 470 homosexuales habrían sido asesinados en crímenes relacionados con la homofobia. El perfil de las víctimas sería un «hombre mayor de 40 años que vive en el armario, así como travestis».
En mayo de 2014 el congresista y exministro de Vivienda Carlos Bruce hizo pública su homosexualidad, convirtiéndose en el primer congresista de la república abiertamente homosexual. En 2016 se realizó la Besada Contra la Homofobia en la Plaza Mayor de Lima, donde acudieron varios activistas y parejas homosexuales. Sin embargo, el evento fue reprimido por la policía.

## Situación social

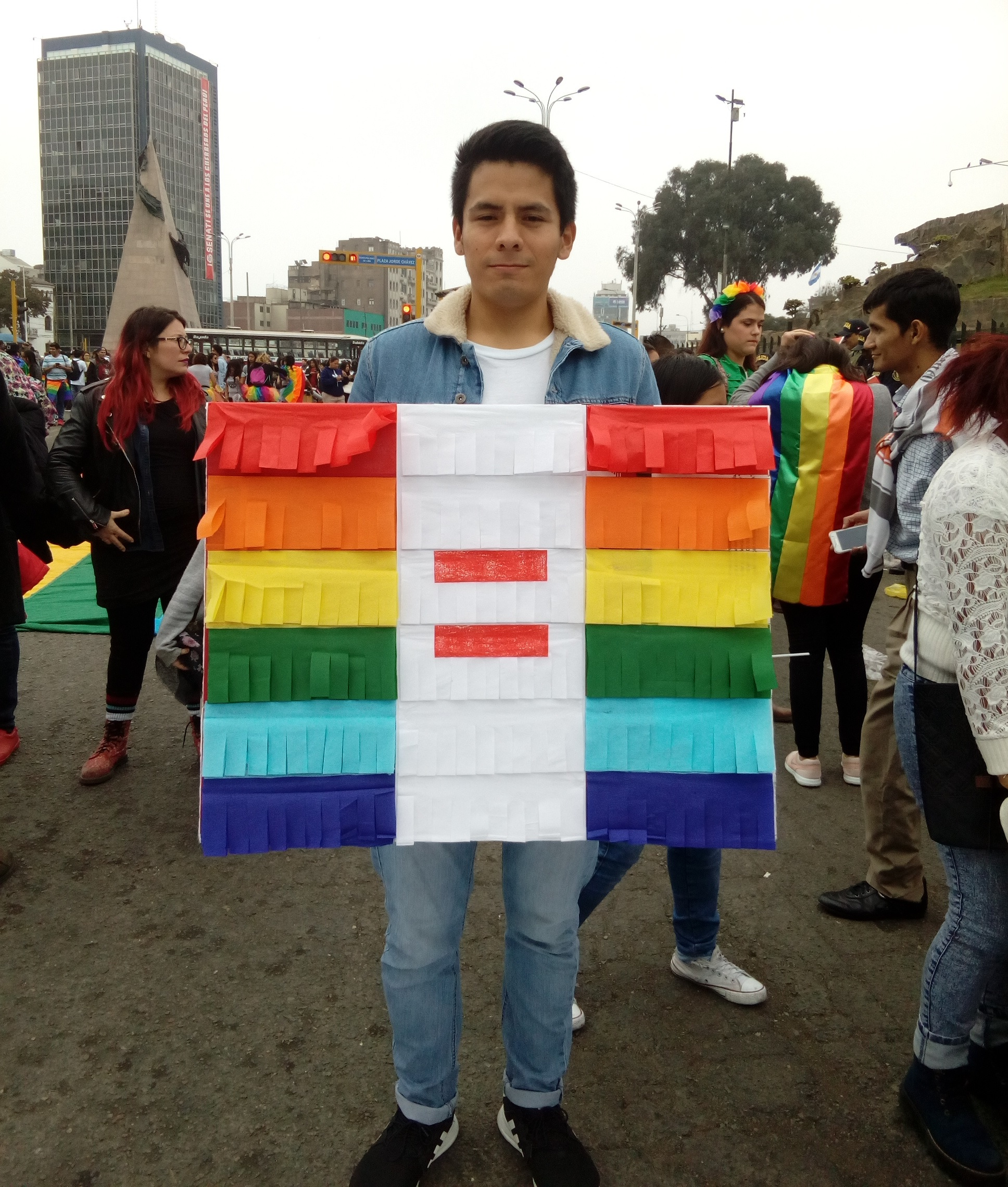
Un manifestante sosteniendo una bandera LGBTIQ+ similar a la bandera peruana durante la Marcha del Orgullo Gay de 2018 en Lima.

Actualmente la visibilidad de la homosexualidad ha ganado terreno en Perú, sobre todo en los medios de comunicación y en las redes sociales.
Los foros, salas de chat y redes sociales son los principales medios donde la comunidad peruana LGBTI profesan abiertamente su orientación sexual pues gozan del anonimato, existiendo una gran cantidad de peruanos que por este medio tratan de establecer algún contacto homosexual.[cita requerida]
Hasta el 2010, son siete las ciudades donde se celebran anualmente marchas del orgullo LGBTI: Lima, Arequipa, Trujillo, Chiclayo, Iquitos, Piura y Cusco. 
En julio de 2011 se celebró la décima Marcha del Orgullo Gay en Lima con más de mil asistentes, entre ellos la exalcaldesa de Lima Susana Villarán y Carla García, hija del entonces presidente Alan García. Asimismo cada año a mediados de junio se celebra el Outfest Perú que es el festival de cine LGBTI de Lima donde se proyectan por una semana películas con temática gay en varios cines y teatros de la capital peruana, el mismo festival también se celebra en Iquitos.
En junio del 2012, se realizó por primera vez la Marcha del Orgullo Gay en la provincia constitucional del Callao.
En 2017 se desarrolló una de las mayores marchas del Orgullo en el Perú. En la movilización se hicieron presentes congresistas como Carlos Bruce, Alberto de Belaunde, Marisa Glave e Indira Huilca, y personalidades de la cultura y política peruana como Beto Ortiz, Daniel Urresti, Mijael Garrido Lecca y Sigrid Bazán.
En abril de 2018, el INEI dio a conocer los resultados de la primera encuesta virtual para personas LGTBI-2017. Entre los principales datos que se publicaron resaltan:
- El 52,2% de la población participante nacieron mujeres y el 47,8% hombres.
- El 11,5% de la población que participó en la encuesta manifestó haber sufrido algún tipo de discriminación en el trabajo.

### Televisión y ficción

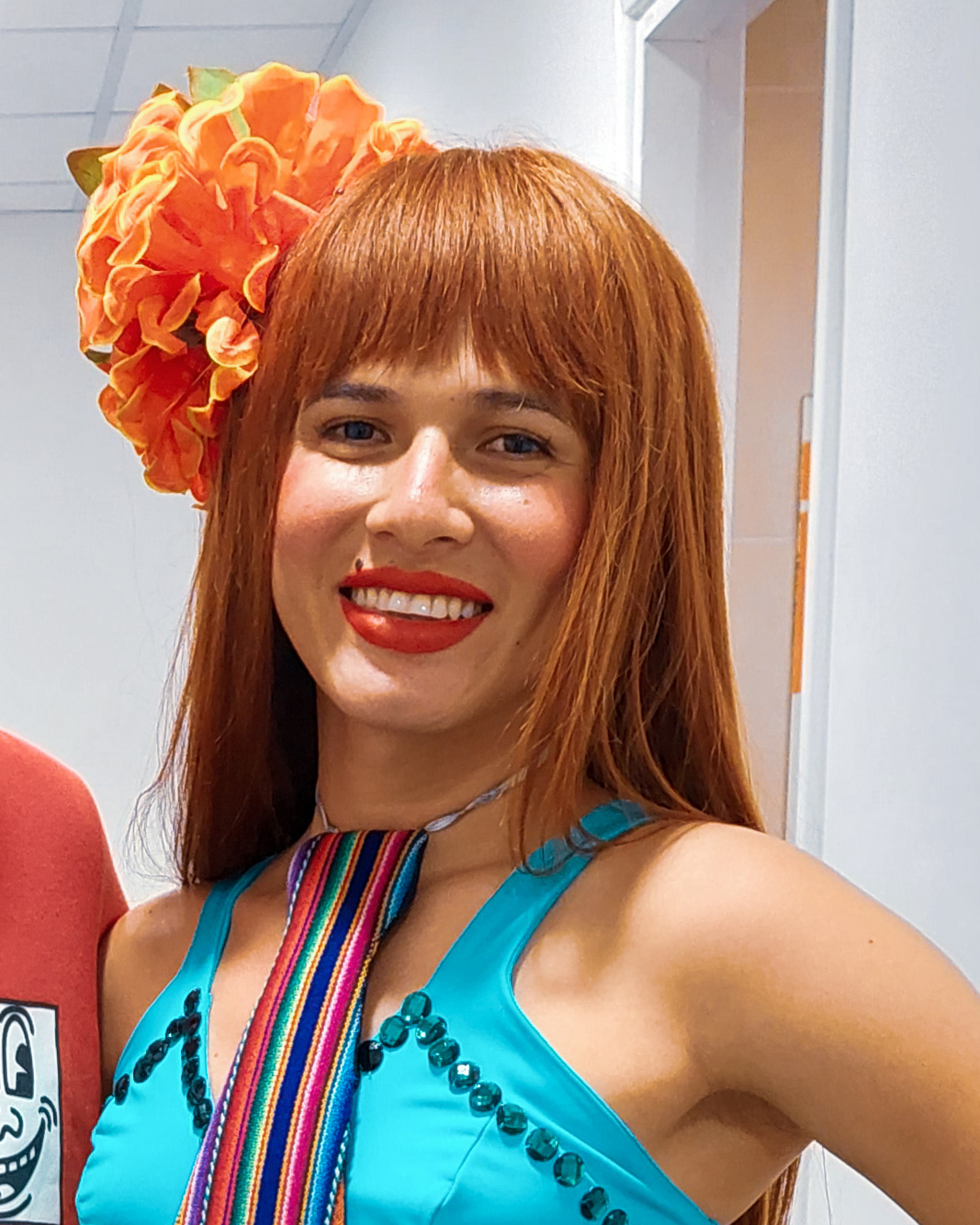
La Uchulú, actriz transgénero de comedia peruana.

En general, la homosexualidad en las ficciones nacionales y en la televisión peruana es retratada desde los estereotipos y la ridiculización, sobre todo en los programas humorísticos, o siendo parte de un rol secundario dentro de las producciones nacionales, mientras que la transexualidad es directamente invisibilizada o con una óptica tránsfoba.
Personajes abiertamente transgénero han aparecido en las pantallas de la televisión desde los años 90, por ejemplo las vedetes Naamin Timoyco o Coco Marusix. La pucalpina Dayanita, una cómica ambulante, firmó contrato en 2018 con el programa cómico El wasap de JB, y luego tuvo esporádicas apariciones en otros programas televisivos. Los personajes que interpretó en la producción de Jorge Benavides se caracterizaron por ser el blanco de las burlas por su identidad de género. Por otro lado, en 2021, la influencer pucalpina Etza Reátegui, conocida como "La Uchulú", hizo su aparición televisiva en el programa cómico El reventonazo de la Chola, gracias a la fama que alcanzó debido a un baile de TikTok, y, además, también concursó en el programa "El artista del año", quedando en tercer lugar. En 2022, hizo publica su identidad de género como mujer trans. En 2023, participó en el reality La casa de Magaly, donde sufrió de comentarios tránsfobos por parte de Andrés Hurtado y Carlos Cacho. Sin embargo, logró ganar el reality de convivencias.
En enero de 2020 se emitió por primera vez un beso entre dos adolescentes del mismo sexo en televisión abierta. Se trató de un capítulo de la segunda temporada de la telenovela mexicana Mi marido tiene familia, emitida por América Televisión. Al mes siguiente Los Vílchez 2, de la misma cadena, presentó a su primer personaje homosexual y mostró una escena apoyándole.
En enero de 2021 un episodio de la serie peruana De vuelta al barrio fue criticado por presentar un personaje que se identificó como un estereotipo tránsfobo.
Posteriormente, en marzo de 2022, la serie peruana Junta de vecinos generó un nuevo hito para la comunidad LGBTIQ+ del país al presentar por primera vez en una producción televisiva peruana una escena de un beso de una pareja homosexual de jóvenes, siendo ampliamente elogiada en las redes sociales (y a la vez criticada por sectores conservadores). En mayo del mismo año, se estrenó la película Encintados, que presentó una pareja lesbiana que intenta tener un bebé.

### Organizaciones civiles
Durante la década de 1980 se fueron desarrollando organizaciones y asociaciones civiles orientadas a la defensa por los derechos de las personas LGBTI. En octubre de 1982, se fundó el Movimiento Homosexual de Lima (MHOL) conocida como la primera organización peruana que buscó el reconocimiento y visibilidad de la comunidad LGBTI en distintos espacios. Un año después, se creó Acción para la Liberación Homosexual (Aplho), grupo conformado por la lucha contra la homofobia, principalmente en los medios de comunicación. Este último cerró un año después; a diferencia del MHOL, que fue ganando cada vez más fuerza.
Al MHOL se les atribuye ser responsables de la primera manifestación de personas LGBTI en el Perú el 1 de julio de 1995, frente al Parque Kennedy, en el distrito de Miraflores. Este hecho sentaría las bases para, posteriormente, desarrollar El Primer Corso Gay o la primera Marcha del Orgullo LGBT en Perú.
En Abril de1984, se funda el Grupo de Autoconciencia de Lesbianas Feministas (GALF), conformada por lesbianas feministas organizadas, muchas de ellas pertenecientes al MHOL. Su separación fue debido a situaciones de machismo en los diversos colectivos, razón por la cual buscaron su propia autonomía.  Permaneció activo hasta el año 1991, y posteriormente se integraron al MHOL.
A partir de estos años, se irán fundando diferentes organizaciones civiles con el mismo fin, tales como ULB-MHOL, LIFS - Perú, entre otros.

## Opinión pública
Una encuesta en abril de 2014 reveló que el 33% de peruanos apoyan la legalización de uniones civiles entre personas del mismo sexo, frente a un 75% que la rechaza. El apoyo es mayor en personas de nivel socioeconómico A (60%) y personas entre 18 y 24 años (46%), y menor en personas de nivel socioecómico E (20%) y personas mayores de 40 años (21%).
- Unión civil entre personas del mismo sexo:

| Fecha              | Encuestadora      | A favor | En contra | No precisa | Ref.    |
| ------------------ | ----------------- | ------- | --------- | ---------- | ------- |
| febrero de 2010    | Ipsos Apoyo       | 18%     | 75%       | 7%         | [ 129 ] |
| febrero de 2011    | CPI               | 20.8%   | 69.5%     | 9.7%       | [ 130 ] |
| febrero de 2011    | Ipsos Apoyo       | 18%     | 76%       | 6%         | [ 131 ] |
| junio de 2012      | Ipsos Apoyo       | 30%     | 63%       | 7%         | [ 132 ] |
| septiembre de 2013 | Ipsos Apoyo       | 30%     | 63%       | 7%         | [ 133 ] |
| septiembre de 2013 | GfK               | 26%     | 65%       | 9%         | [ 134 ] |
| octubre de 2013    | Ipsos Apoyo       | 31%     | 65%       | 4%         | [ 135 ] |
| abril de 2014      | Ipsos Apoyo       | 33%     | 61%       | 6%         | [ 136 ] |
| abril de 2014      | El Comercio-Ipsos | 31%     | 65%       |            | [ 137 ] |
| febrero de 2015    | El Comercio-Ipsos | 35%     | 61%       |            | [ 137 ] |
| marzo de 2015      | El Comercio-Ipsos | 35%     | 59%       |            | [ 137 ] |
| julio de 2015      | El Comercio-Ipsos | 32%     | 64%       |            | [ 137 ] |
| mayo de 2016       | El Comercio-Ipsos | 32%     | 64%       |            | [ 137 ] |
| septiembre de 2016 | Datum             | 28%     | 65%       | 7%         | [ 138 ] |
| febrero de 2017    | Datum             | 28%     | 68%       | 4%         | [ 138 ] |
| junio de 2019      | El Comercio-Ipsos | 36%     | 59%       |            | [ 137 ] |
| junio de 2021      | El Comercio-Ipsos | 38%     | 59%       | 3%         | [ 139 ] |

- Matrimonio entre personas del mismo sexo:

| Fecha           | Encuestadora      | A favor | En contra | No precisa | Ref.    |
| --------------- | ----------------- | ------- | --------- | ---------- | ------- |
| febrero de 2010 | CPI               | 16.3%   | 76.7%     | 7%         | [ 140 ] |
| agosto de 2010  | CPI               | 21.3%   | 71.5%     | 7.2%       | [ 141 ] |
| febrero de 2011 | CPI               | 14%     | 74.7%     | 11.3%      | [ 142 ] |
| febrero de 2011 | Ipsos Apoyo       | 13%     | 82%       | 5%         | [ 131 ] |
| marzo de 2011   | GfK               |         | 74%       |            | [ 143 ] |
| mayo de 2012    | GfK               | 25%     | 73%       | 2%         | [ 144 ] |
| marzo de 2013   | GfK               |         | 78%       |            | [ 143 ] |
| mayo de 2015    | Vox Populi        |         | 79%       |            | [ 145 ] |
| julio de 2015   | El Comercio-Ipsos | 16%     | 79%       | 5%         | [ 146 ] |
| agosto de 2015  | CPI               | 21%     | 73%       |            | [ 147 ] |
| junio de 2016   | GfK               |         | 68%       |            | [ 143 ] |
| enero de 2017   | CPI               | 13%     | 82%       |            | [ 147 ] |
| marzo de 2017   | GfK               |         | 67%       |            | [ 148 ] |
| abril de 2019   | El Comercio-Ipsos | 29%     | 67%       | 4%         | [ 146 ] |
| mayo de 2019    | IEP               |         | 59%       |            | [ 148 ] |
| junio de 2023   | Ipsos             | 27%     | 66%       | 7%         | [ 149 ] |